# Nesselhof
Nesselhof ist ein Ortsteil von Floh-Seligenthal im Landkreis Schmalkalden-Meiningen in Thüringen.

## Lage
Nesselhof liegt an der Landesstraße 2029 südlich des Bergkegels in Richtung Schnellbach. Seitlich am Wiesensaum steht Wald und in der Nähe verläuft der Rennsteig.

## Geschichte
Am 30. September 1290 wurde der Nesselhof erstmals urkundlich erwähnt. Der Thüringische Landgraf Albrecht forderte in dem Schreiben, das der Voigt der Burg Waldenfels (kleine spätmittelalterliche Burganlage am Großen Buchenberg bei Tambach-Dietharz) Baumaterial als Unterstützung zum Bau eines Hospitals an der „Heerstraße“ leisten soll. Als Bauplatz wurde ein Ort im Nesselgrund nahe der Quelle des Nesselbachs und unweit der Heerstraße gewählt.
Für die Betreuung der Kranken und Gebrechlichen wurde der Lazarus-Orden um Unterstützung gebeten. Ein Bruder namens Gottfried Waltdorf wurde entsandt, um das Hospital zu gründen und die Helfer in der Krankenpflege zu unterweisen. In den Aufzeichnungen über das kleine Hospiz „Sankt Nikolaus“ finden sich im 15. Jahrhundert Hinweise auf die Führung des Hauses. Es gehörte zur Gothaer Ordensniederlassung (Komthurei) des Lazarus-Ordens, die mit der Finanzierung und Überwachung des Hospizes betraut wurde und zwei Brüder am Nesselhof stellte. Es kam 1467 zu Streit über die Nutzungsrechte an Wiesen und Gehölzen. Noch heute erinnert der Flurname Spitalswiesen  Ein Aufseher Hans Warmudt beklagte den Niedergang des Hospitales, bauliche Mängel und die Vernachlässigung des Gottesdienstes durch die beiden Lazariterbrüder.
Nach der Reformation verließen die meisten katholischen Orden das Gebiet, auch das Hospiz im  Nesselgrund wurde von den Lazaritern aufgegeben. Der Ort gelangte in Besitz der Stadt Schmalkalden, die bereits mit zwei Spitälern oder Sondersiechenhäusern versorgt war. Im Jahre 1572 wurden die von einer schützenden Mauer eingefassten Gebäude als stadteigenes Gehöft erneuert, 1580 soll ein Feuer Teile des Gebäudekomplexes zerstört haben; er musste daraufhin erneut aufgebaut werden. Als Folge der Kriege und Plünderungen im Dreißigjährigen Krieg ging der Nesselhof erneut zugrunde.
Zeitweise wurde im Tal Bergbau betrieben, was sich durch Pingen belegen lässt. In der Nähe des zerstörten Gehöftes wurde später ein Forsthaus erbaut. Es siedelten sich im 18. Jahrhundert Holzhauer und Tagelöhner an. Um 1830 bestand der Ort bereits aus sieben Wohnhäusern mit 38 Einwohnern und hatte einen Forstaufseher. Die Bewohner hatten das Triftrecht für den Nesselberg und die wenigen Wiesensteifen am Nesselbach erhalten, mussten dafür aber Steuern und Abgaben entrichten, die nach dem Viehbestand taxiert wurden.
In der DDR-Zeit befand sich im Talgrund eine der letzten gewerblichen Köhlereibetriebe. Als Rastplatz für Wanderer und den Durchgangsverkehr wurde ein Gasthaus bewirtschaftet. Nesselhof wurde als Ortsteil von Schnellbach mit diesem am 6. Mai 1993 nach Floh eingemeindet.